# Палец

Пальцы рук человека

1. Пальцы — части тела четвероногих позвоночных (необязательно), расположенные на концах конечностей и служащие, в основном, для осязания и манипуляции (особенно у приматов). У птиц пальцы передних конечностей служат частью каркаса крыльев, а у рукокрылых они являются его основной частью.
2. Пальцы (англ. digits) — трубчатые кутикулярные придатки, расположенные на концах ножек морских тихоходок семейств Halechiniscidae, Batillipedidae, Renaudarctidae и Neostygarctidae (класс Heterotardigrada, отряд Arthrotardigrada), оканчивающиеся коготками или «присосками» (адгезивными придатками).

## Анатомия
Пальцы составляют конечную часть передних (верхних) и задних (нижних) конечностей всех позвоночных животных, кроме рыб. Они состоят большей частью из 2 или 3 суставов (у китообразных, птиц и рептилий до 5), костные части которых называются фалангами. Последний сустав обыкновенно несёт на себе коготь или ноготь, покоющийся на ногтевом ложе, или копыто. Каждый палец примыкает к пястью свободным пястно- или плюсно-фаланговым сочленением, допускающим сгибание и разгибание, приведение и отведение, кроме большого пальца, где возможно только сгибание и разгибание, точно также как и в блоковидных межфаланговых сочленениях отдельных пальцев. Вдоль фаланг тянутся сухожилия сгибающих и разгибающих мышц пальцы, прикрытые общим сухожильным влагалищем, жировой соединительной тканью и, наконец, кожей, изобилующей на ладонной поверхности осязательными сосочками с концевыми нервными аппаратами, обусловливающими высокую степень чувствительности пальцев. Пальцы могут быть совершенно свободны, соединены между собою более или менее развитыми перепонками (при сильном развитии последних ноги получают название плавательных) или срастаться друг с другом.

## Человек
У человека, за исключением случаев полидактилии и гиподактилии, по 5 пальцев на руке и ноге. Каждый из пяти пальцев рук человека имеет своё название (от внутреннего пальца к наружному): «большой» (ранее — «наладонный»), «указательный» (ранее — «шиш»), «средний» (ранее — «средний»), «безымянный» (ранее — «четвёртый»), «мизинец» (ранее — «мизинец»). У ноги только крайние пальцы (I и V) имеют названия, они называются также, как аналогичные пальцы рук — «большой» и «мизинец», а остальные 3 называются по номерам — II, III, IV, начиная счёт с большого пальца. Раньше в пермско-вятском диалекте великорусского языка пальцы назывались «перстами», а большой палец кисти руки назывался «палесом».
А например, в английском языке различают пальцы на кисти руки (fingers) и пальцы на ступне ноги (toes). Большой палец кисти руки называется «thumb» («перст»), в отличие от большого пальца на ступне ноги «big toe» («большой палец»).
Пальцы помогают нам писать, печатать текст на клавиатуре, держать пакеты с покупками и многое другое.

### Пальцы рук

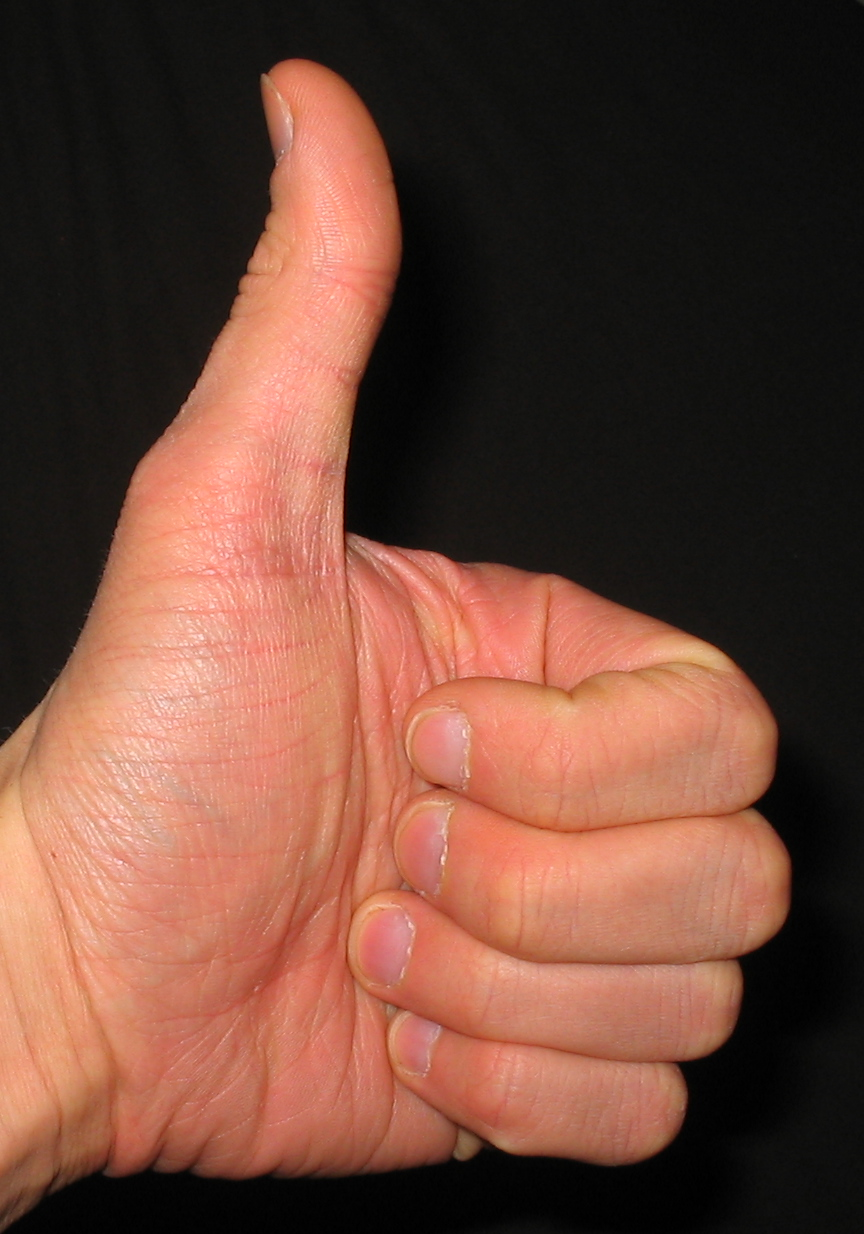
Большой палец (pollex)
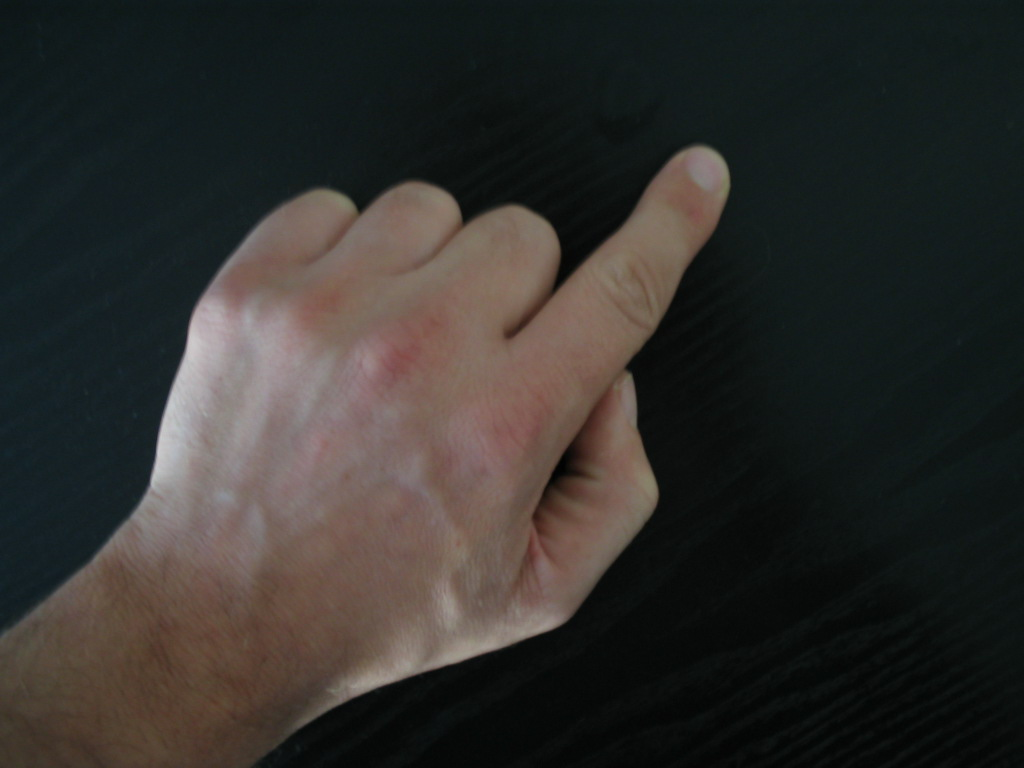
Указательный палец (index)
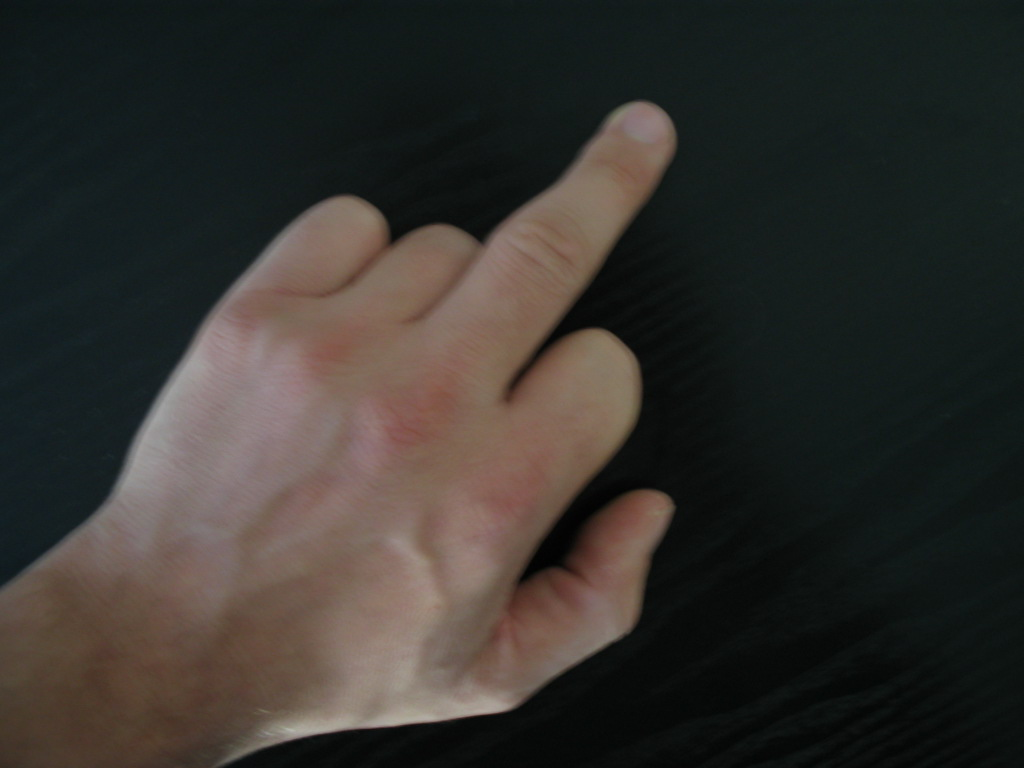
Средний палец (medius)
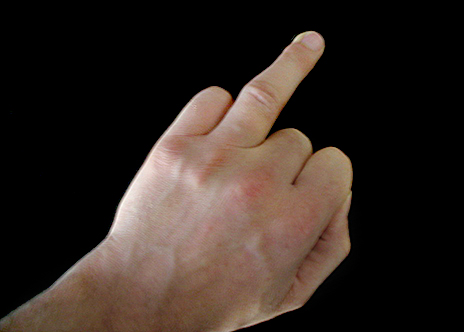
Безымянный или перстневой (annularis)[4] палец (anularius)
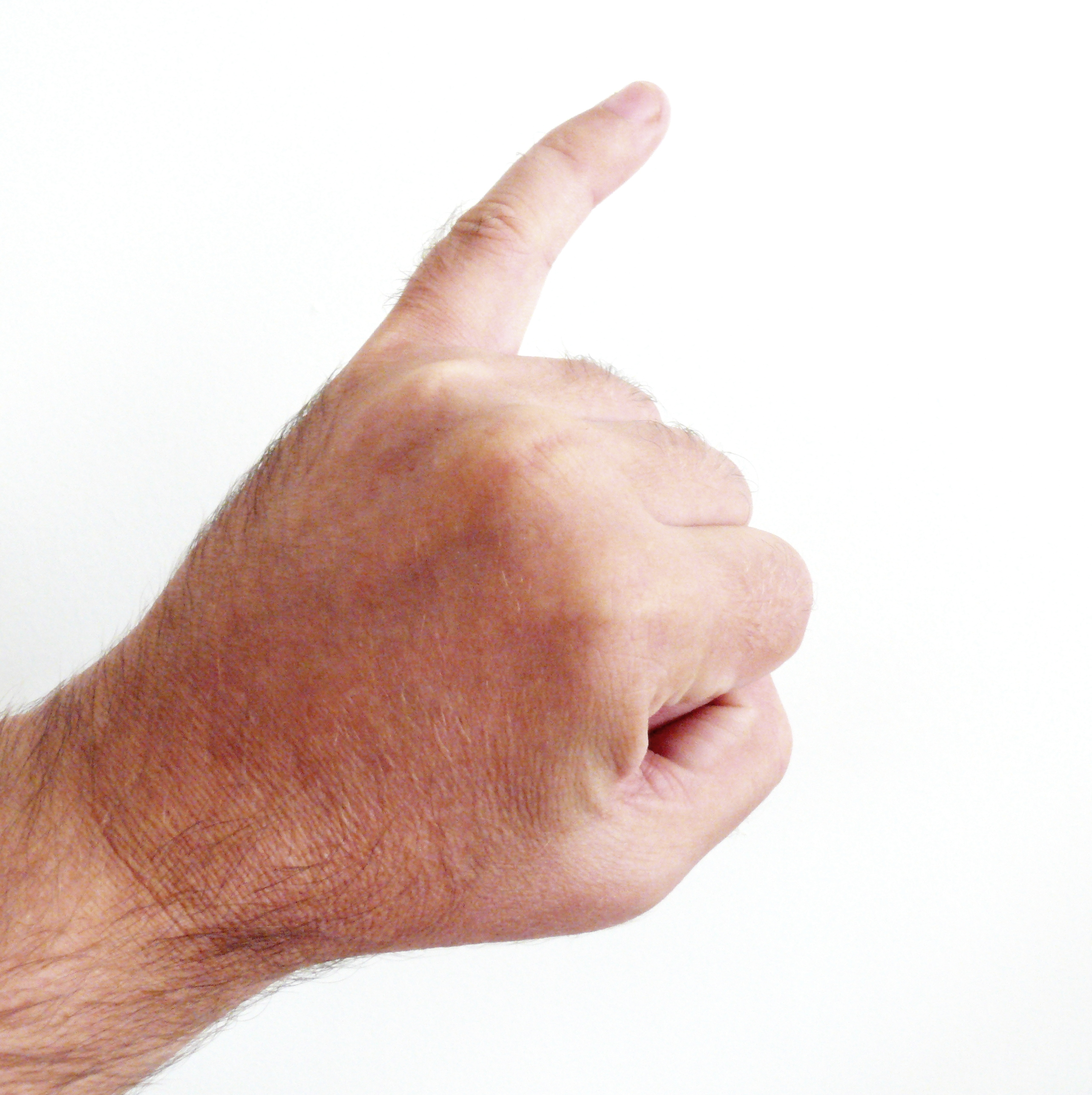
Мизинец (digitus minimus)